# Le Bandit (film, 1946)
Pour les articles homonymes, voir Bandit.
Cet article concerne le film d'Alberto Lattuada. Pour le film d'Edgar George Ulmer, voir Le Bandit.
Pour plus de détails, voir Fiche technique et Distribution.

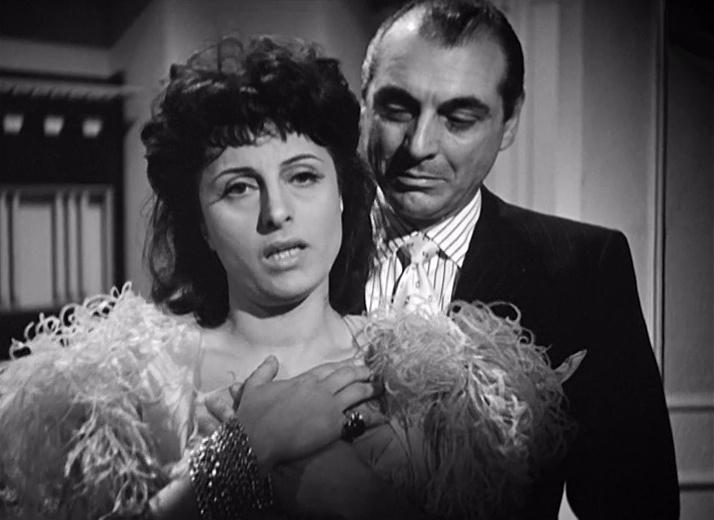
Anna Magnani et Mino Doro

Le Bandit (titre original : Il bandito) est un film italien réalisé en 1946 par Alberto Lattuada.

## Synopsis
Fin de la Deuxième Guerre mondiale. De retour de captivité en Allemagne, deux amis italiens retrouvent leur pays natal... Devant sa maison bombardée, Ernesto apprend que sa mère est morte et que sa sœur Maria a disparu. De son côté, Carlo, retrouvant sa fille Rosetta devant sa ferme, lui raconte comment Ernesto, durant la guerre, lui a sauvé la vie. Ernesto découvre dans la rue que sa sœur se prostitue : il essaie de la délivrer de son souteneur. Mais celui-ci la tue. Ernesto assassine à son tour le souteneur. Recherché par la police, Ernesto trouve refuge chez Lidia, l'ex-amie du truand qu'il vient d'éliminer. Il devient son amant et le nouveau chef de sa bande...

## Fiche technique
- Titre original : Il bandito
- Titre français : Le Bandit
- Réalisation : Alberto Lattuada
- Scénario : Oreste Biancoli, Mino Caudana, Tullio Pinelli, Ettore M. Margadonna, Piero Tellini, A. Lattuada
- Photographie : Aldo Tonti, noir et blanc
- Décors : Luigi Borzone
- Musique : Felice Lattuada
- Producteurs : Luigi Rovere, Dino De Laurentiis
- Société de production : Lux Film
- Durée : 78 minutes
- Pays de production :  Italie
- Genre : Film dramatique
- Dates de sortie :
  - Italie: 5 octobre 1946
  - France : 6 août 1947

## Distribution
- Amedeo Nazzari : Ernesto
- Carla Del Poggio : Maria
- Carlo Campanini : Carlo
- Anna Magnani : Lidia
- Mino Doro : Mirko
- Eliana Banducci : Rosetta
- Folco Lulli : Andrea
- Mario Perrone : le bossu

## Commentaires
Bien qu'influencé, dans sa première partie, par les méthodes de description néoréalistes, Le Bandit s'en démarque, par la suite, assez nettement. « À un tel début, Lattuada fait succéder une élaboration du réel qui confine à l'expressionnisme », estime le critique Filippo Maria De Sanctis. « Il y a plus, poursuit-il, on trouve dans le découpage initial une opposition éthique entre bien et mal qui fournit le jugement avant même le surgissement des faits. » Ici, apparaît une constante dans l'œuvre de Lattuada: la « continuité du personnage "humilié et offensé" que nous retrouverons dans Le Crime de Giovanni Episcopo, dans Angela et Jerry, héros de Sans pitié, et, essentiellement, dans Le Manteau qui, sous cet aspect est l'œuvre la plus accomplie du cinéaste. » Le Bandit prouve, selon Filippo Maria De Sanctis, que le « néoréalisme fut pour Lattuada, plutôt que le fruit combiné d'une pensée et d'un style, une hypothèse morale et une participation sociale. » (Premier Plan, mai 1965)

## Autour du film
- Le film a été présenté en sélection officielle en compétition au Festival de Cannes 1946[1].

## Accueil
Spectateur au Festival de Cannes 1946, le poète français Paul Éluard nous révèle son goût pour Le Bandit "malgré ses imperfections". Il écrit notamment : " (...) c'est du cinéma expressionniste qui nous rappelle l'insolite des films muets et qui ne craint pas d'exprimer des sentiments qui effraient généralement les producteurs et la censure. Il traite d'un sujet que les Français n'ont pas osé aborder ni après l'autre guerre, ni après celle-ci : le retour d'un prisonnier avec toutes les désillusions qui font place, qui répondent à ce qu'il a pu rêver dans sa captivité. On ose montrer dans ce film une réponse aussi bien à son désir d'un meilleur sort après ses souffrances qu'à ses rêves érotiques." (in Office professionnel du cinéma, Cannes. 1946)